# Župnija Dravograd
Župnija Dravograd je rimskokatoliška teritorialna župnija dekanije Dravograd-Mežiška dolina koroškega naddekanata, ki je del nadškofije Maribor.

## Sakralni objekti
- Cerkev sv. Janeza, Dravograd (župnijska cerkev)
- Cerkev sv. Boštjana, Sveti Boštjan,
- Cerkev sv. Lenarta, Vič
- Cerkev sv. Magdalene, Vrata
- Cerkev sv. Roka, Sveti Boštjan
- Cerkev sv. Vida, Dravograd.